# Jago (sculpteur)
 (août 2024).
La mise en forme du texte ne suit pas les recommandations de Wikipédia : il faut le « wikifier ».
Les points d'amélioration suivants sont les cas les plus fréquents. Le détail des points à revoir est peut-être précisé sur la page de discussion.
- Les titres sont pré-formatés par le logiciel. Ils ne sont ni en capitales, ni en gras.
- Le texte ne doit pas être écrit en capitales (les noms de famille non plus), ni en gras, ni en italique, ni en « petit »…
- Le gras n'est utilisé que pour surligner le titre de l'article dans l'introduction, une seule fois.
- L'italique est rarement utilisé : mots en langue étrangère, titres d'œuvres, noms de bateaux, etc.
- Les citations ne sont pas en italique mais en corps de texte normal. Elles sont entourées par des guillemets français : « et ».
- Les listes à puces sont à éviter, des paragraphes rédigés étant largement préférés. Les tableaux sont à réserver à la présentation de données structurées (résultats, etc.).
- Les appels de note de bas de page (petits chiffres en exposant, introduits par l'outil «  Source ») sont à placer entre la fin de phrase et le point final[comme ça].
- Les liens internes (vers d'autres articles de Wikipédia) sont à choisir avec parcimonie. Créez des liens vers des articles approfondissant le sujet. Les termes génériques sans rapport avec le sujet sont à éviter, ainsi que les répétitions de liens vers un même terme.
- Les liens externes sont à placer uniquement dans une section « Liens externes », à la fin de l'article. Ces liens sont à choisir avec parcimonie suivant les règles définies. Si un lien sert de source à l'article, son insertion dans le texte est à faire par les notes de bas de page.
- La présentation des références doit suivre les conventions bibliographiques. Il est recommandé d'utiliser les modèles {{Ouvrage}}, {{Chapitre}}, {{Article}}, {{Lien web}} et/ou {{Bibliographie}}. Le mode d'édition visuel peut mettre en forme automatiquement les références.
- Insérer une infobox (cadre d'informations à droite) n'est pas obligatoire pour parachever la mise en page.

Pour une aide détaillée, merci de consulter Aide:Wikification.
Si vous pensez que ces points ont été résolus, vous pouvez retirer ce bandeau et améliorer la mise en forme d'un autre article.
Jago, pseudonyme de Jacopo Cardillo, né le 18 avril 1987 à Anagni, est un artiste et sculpteur italien. Après une première exposition personnelle à Rome en 2016, il a vécu et travaillé en Italie, en Chine, aux États-Unis et aux Émirats. Il a été professeur invité à la New York Academy of Art, y donnant en 2018 une masterclass et une conférence.

## Biographie
Né à Anagni, dans la province de Frosinone en Italie, il s'inscrit après avoir obtenu son diplôme d'études secondaires artistiques à l'Académie des Beaux-Arts de Frosinone, qu'il abandonne avant de terminer ses études.
En 2011, à seulement 24 ans, sur présentation de l'historienne de l'art Maria Teresa Benedetti, il est sélectionné par Vittorio Sgarbi pour participer à la 54e Exposition internationale d'art de la Biennale de Venise. Le 21 novembre 2012, il reçoit du pape la Médaille du pontificat pour la création d'un buste en marbre représentant le pape Benoît XVI recouvert de la robe pontificale, inspiré du portrait du pape Pie XI par Adolfo Wildt. À la suite de la démission du pape, il modifie le buste original, dépouillant le pape émérite de sa robe et le sculptant torse nu, intitulant la sculpture Habemus Hominem, avec un jeu de mots sur la formule habemus papam qui souligne le retour à l'humanité.
En 2016, sa première exposition personnelle à Rome, intitulée Memorie, a lieu dans la crypte de la Basilique des Saints-Apôtres,. Elle comporte une sélection d'œuvres réalisées en marbre de Carrare.
En 2018, il expose avec succès l'œuvre Venere e Habemus Hominem au Musée Carlo Bilotti de la Villa Borghèse à Rome, enregistrant plus de 3 500 visiteurs lors de la seule inauguration. La même année, il participe à la Biennale internationale d'art sacré contemporain et des religions de l'humanité à Palerme,,. Il expose à l'Armory Show de New York la même année avec l'œuvre Donald et en 2019 avec Memoria di sé,,.
En 2019 à New York, il sculpte le Fils Voilé, dans un bloc de marbre Danby du Vermont. L'œuvre, inspirée du Christ voilé de Giuseppe Sanmartino, représente un enfant couché recouvert d'un voile. Le 21 décembre, la sculpture a été placée dans la Chapelle des Blancs de l'église de Saint-Sever-hors-les-murs, dans le quartier de la Sanità à Naples.
Toujours en 2019, à l'occasion de la mission Beyond de l'Agence spatiale européenne (ESA), Jago a été le premier artiste à envoyer une sculpture en marbre à la Station spatiale internationale. L'œuvre, intitulée Le Premier Bébé et représentant un fœtus d'enfant, est revenue sur terre en février 2020 sous la garde du chef de mission, Luca Parmitano.
En novembre 2020, Jago crée l'installation Look Down sur la Piazza del Plebiscito à Naples, déplacée ensuite dans le désert d'Al Haniya dans l'émirat de Fujaïrah. En octobre 2021, il place l'œuvre Pietà à l'intérieur de la basilique Santa Maria in Montesanto (connue sous le nom d'église des artistes) à Rome.
Le 20 mai 2023, le Musée Jago est inauguré dans le quartier Rione Sanità de Naples. Plus de 5 000 personnes participent à l'événement pour admirer certaines des œuvres les plus connues de l'artiste dans l'église Saint-Aspren à Crociferi.

## Récompenses
Il a reçu diverses récompenses, comme la Médaille pontificale (décernée par le cardinal Ravasi en 2010 aux Académies pontificales), le prix du Gala de l'Art de Monte-Carlo en 2013, le prix Pio Catelnel en 2015, le prix du public à la foire d'art de Bologne en 2017. Il a également reçu le titre de Maître de la Pierre au MarmoMac 2017.

## Œuvres
- Ego Laurentius - 2007
- La peau à l'intérieur - 2010
- Empreinte animale - 2012
- Les cinq sens - 2012
- Squelette - 2013
- Conteneurs - 2015
- Mémoire de soi - 2015
- Sphinx - 2015
- Jusqu'à - 2015
- Viande - 2015
- Airavata -2015
- Habemus Hominem - 2016
- Excalibur -2016
- Facelock - 2016
- Eataly (glace) - 2016
- Prisons - 2016
- Sassi - 2016

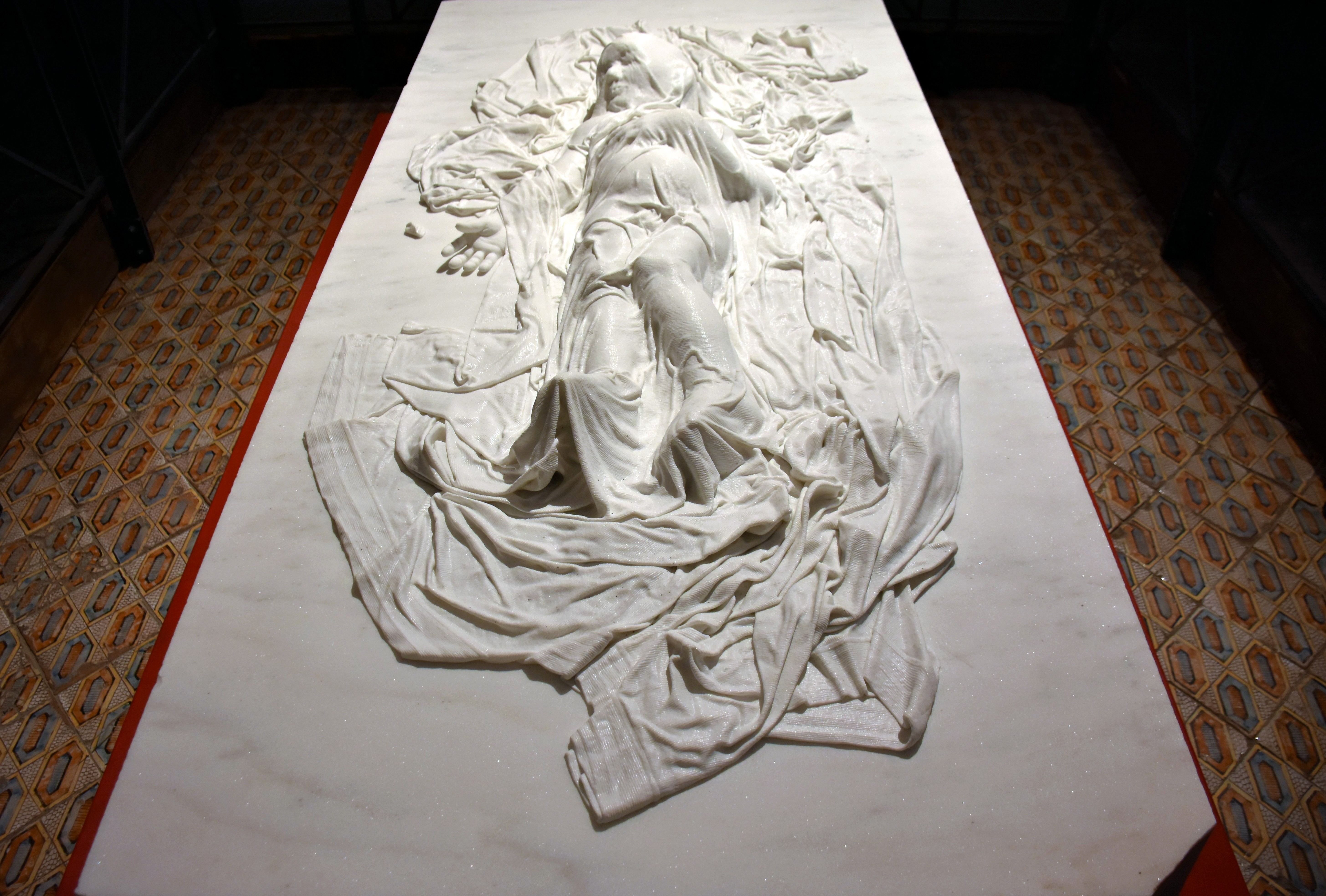
Le Fils Voilé

- Système circulatoire (série) - 2017
- Muscle Minéral - 2017
- Vénus - 2017
- Buste - 2007/2018
- Donald - 2018
- Eataly - 2018
- Le goût de la Liberté - 2019
- Le Fils Voilé - 2019
- Le premier bébé - 2019
- Aperçu - 2020
- Relique - 2020
- Pietà - 2021
- David (croquis) - 2021
- Marbre italien - 2022
- Ajax et Cassandre - 2022
- Narcisse - 2023